# بيدرو لاريا
بيدرو سباستيان لاريا أريانو (بالإسبانية: Pedro Sebastián Larrea Arellano) (21 مايو 1986 بلوخا في الإكوادور - ) هو لاعب كرة قدم إكوادوري في مركز الوسط. شارك مع منتخب الإكوادور لكرة القدم. أما مع النوادي، فقد لعب مع أندية برشلونة وديبورتيفو إل ناسيونال وماكارا وليغا دي كيتو وL.D.U. Loja ‏.

## روابط خارجية
- بيدرو لايرا على موقع الاتحاد الدولي (مؤرشف)  (الإنجليزية)
- بيدرو لايرا على موقع قاعدة بيانات كرة القدم.إي يو (الإنجليزية)
- بيدرو لايرا على موقع ناشيونال فوتبول تيمز (الإنجليزية)
- بيدرو لايرا على موقع Soccerway.com (الإنجليزية)